# 岩出祭主館跡
岩出祭主館跡（いわでさいしゅかんせき/-あと）は、平安時代後期から南北朝時代初めまで、三重県度会郡玉城町岩出に構えられた伊勢神宮の祭主（神宮祭主ともいう）の住宅の遺跡である。

## 概要
神宮祭主が居館を構えた岩出は宮川上流左岸に位置し、河岸が岩の壁になっていてくだける流水が波うつところから「岩波の里」とも呼ばれ、古来宮川舟行の要地であった。現在の字一原町に宮屋敷という処があり、ここに祭主館があったという。また、往古は千原町という字名であったが、この千原（ちはら）が転化して今は一原（いちはら）の字名になった。

## 歴史
神宮祭主職は伊勢神宮の神官の長官で、身分的には神祇官に属し、年中4度の大祭（1月の祈年祭、9月の神嘗祭、6月と12月の月次祭）に勅使として伊勢に下向する以外は中央にあって神宮行政を管掌していたが、第30代の祭主大中臣輔親の時に岩波の里に居館を構えて土着、これを「御館」と呼んだと思われる。
その後、輔親の嫡流が祭主職を継承し、岩出を家名にして「岩出殿」と称され、広大な荘園を支配するとともに、京都の文化を移植したといわれ、鎌倉時代初めに第45代の祭主となった大中臣能隆からは父子相承を基本とする世襲職となった。
南北朝時代になり、延元2年（1337年）に南・北両朝軍が激戦を交えるなど両朝による戦乱の地となると、祭主館も次第に退転に傾いた。南北朝時代には岩出祭主家の直系は北朝から補任されたが、南朝方祭主も置かれるなど、祭主家も両朝に分かれ、正平2年（1347年）10月、南朝についた外宮の禰宜度会家行が伊勢近津長谷（現多気町佐奈）の長谷山に城を築き、楠木正行に呼応して兵を挙げるために川端に集めた軍兵を長谷へ集めたが、この軍兵の間に「北朝に味方する岩出祭主を討つ」との噂が流れ、この流言におびえた岩出祭主親忠は翌3年正月4日の夜半ひそかに京へ逃れている。また、応仁の乱を境に在地の情勢が緊迫すると、以来祭主館も荒廃し、文明年間（15世紀後半）に愛洲忠行（伊予守）が神領奉行を設ける迄、「岩波の廃塁」と呼ばれた。また、祭主家も伊勢の居住自体が困難になり、第86代祭主の藤波伊忠（これただ）の頃（16世紀前半）には伊勢居住を諦め、京都に還住した。